# Muriceides paucituberculata
Muriceides paucituberculata är en korallart som först beskrevs av Marion 1882.  Muriceides paucituberculata ingår i släktet Muriceides och familjen Plexauridae. Inga underarter finns listade i Catalogue of Life.